# کریستین راکوفسکی
کریستیان گرگوریویچ راکوفسکی (زاده ۱۳ اوت ۱۸۷۳ – درگذشته ۱۱ سپتامبر ۱۹۴۱) یک فعال انقلابی سوسیالیست بلغاری و سیاست‌مدار بلشویک و اولین نخست‌وزیر جمهوری اوکراین شوروی بود.
او از بنیان‌گذاران «اپوزیسیون چپ»، بود و به بسیاری او را به عنوان رهبر ایدئولوژیک این جریان می‌شناسند.
از او آثاری در زمینهٔ اقتصادیات سوسیالیستی به جا مانده‌است.
راکوسکی، در زمان استالین و پاکسازی بزرگ، زندانی سیاسی شد و چند سال بعد اعدام شد.

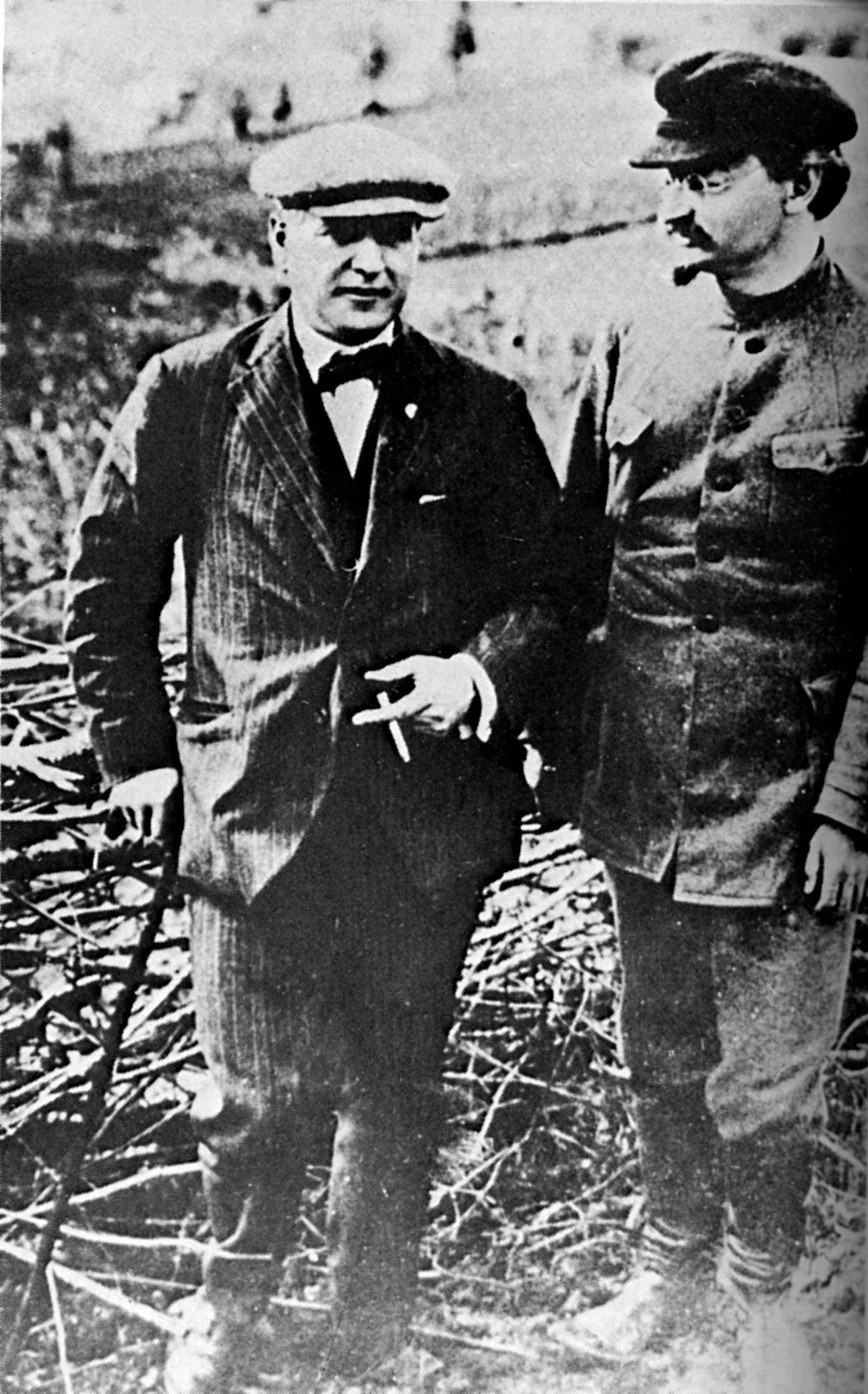
کریستین راکوسکی (چپ) با تروتسکی در حدود سال ۱۹۲۴